# Adolphe Dechamps

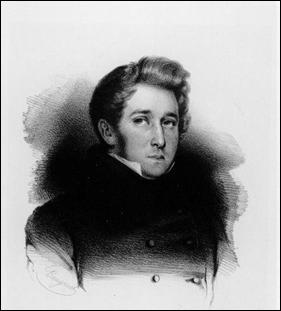
Adolphe Dechamps

Adolphe Dechamps (* 18. Juni 1807 in Melle; † 19. Juli 1875 in Manage) war ein belgischer Staatsmann. Er war der Bruder des Erzbischofs Victor-Augustin-Isidore Dechamps.
Dechamps bekannte sich früher zu republikanischen Anschauungen, schloss sich aber dann unter dem Einfluss Lamennais’ der klerikalen Richtung an. Seine Artikel im Genter Journal de Flandres und in der Brüsseler Emancipation verschafften ihm 1834 einen Sitz (für Ath) in der Zweiten Kammer, wo er sich besonders bei den Verhandlungen über die Neugestaltung der Gesetze über den höheren Unterricht (1835) und über die Gemeindeverfassung (1836) beteiligte. 1841 wurde Dechamps Gouverneur der Provinz Luxemburg, blieb aber Mitglied der Kammer, in welcher er bei dem Gesetz über den niedern Unterricht (1842) eifrig mitwirkte, und erhielt 1843 das Portefeuille der öffentlichen Arbeiten.
Als Minister wirkte er besonders für die Vollendung des großen belgischen Eisenbahnnetzes und war in politischer Hinsicht ein entschiedener Anhänger der damals geltenden sogen. gemischten, d. h. liberale und katholische Elemente vereinigenden Richtung. Nach Nothombs Sturz und dem Eintritt Sylvain van de Weyers (1845) übernahm Dechamps die Leitung des Auswärtigen, welchen Posten er auch noch bei de Theux’ Eintritt (1846) bis zum definitiven Sieg der Liberalen (August 1847) behauptete. In der Kammer gehörte er seitdem zu der klerikalen Opposition und unterhielt hier wie in der 1837 mit Pieter de Decker gegründeten katholischen „Revue de Bruxelles“ bis 1851 den Kampf gegen die liberale Partei. Er starb am 19. Juli 1875 in Scailmont bei Manage.
Er schrieb: Le second empire, dialogues politiques (Brüss. 1859); L'empire et l'Angleterre (das. 1860); Jules César, l'empire jugé par l'empereur; La convention de Gastein, la France et l'Allemagne (das. 1865); Les partis en Belgique (das. 1866) etc.
Dieser Artikel basiert auf einem gemeinfreien Text aus Meyers Konversations-Lexikon, 4. Auflage von 1888 bis 1890.
| Personendaten    | Personendaten         |
| ---------------- | --------------------- |
| NAME             | Dechamps, Adolphe     |
| KURZBESCHREIBUNG | belgischer Staatsmann |
| GEBURTSDATUM     | 18. Juni 1807         |
| GEBURTSORT       | Melle                 |
| STERBEDATUM      | 19. Juli 1875         |
| STERBEORT        | Manage                |